# ギンダラ
ギンダラ （銀鱈、英: Sablefish、学名: Anoplopoma fimbria）は、カサゴ目ギンダラ科に属する魚類。別名はナミアラ・ホクヨウムツなど。ギンダラ科には他にアブラボウズが含まれるのみで、本種だけでギンダラ属（Anoplopoma）を構成する。肉食の大型深海魚で、食用に漁獲される。
最大全長120センチメートル。全身が黒褐色をしている。和名のとおり外見がタラによく似ているが、タラではなくアイナメやホッケに近い魚である。下顎にひげがなく、背鰭が2基しかないことでタラ類と区別できる。ちなみにタラの背鰭は3基、アイナメやホッケの背鰭は1基である。食用として同じように扱われるメルルーサはタラ目・メルルーサ科、マジェランアイナメはスズキ目・ノトテニア科（ノトセニア科とも）の魚で、それぞれ分類が異なる。

## 特徴
体長は1メートルを越え、重量は13キログラム程度になる個体もある。食性は肉食性で、魚類、甲殻類、頭足類などなんでも食べる。寿命は20年以上とみられる。

## 分布
駿河湾、北海道内浦湾以北からアリューシャン列島、アメリカ・カリフォルニア州沿岸までの北太平洋に分布する。特に大陸棚斜面と北東太平洋の海山付近の水深300 - 2,000メートルほどの深海の泥底に生息する。冬に産卵し、孵化した稚魚は浅い海で生活するが、成長するにつれ深海で生活するようになる。分布密度には偏りがあり、アジア側で低くアラスカからカナダ沖合で高い。

## 人による利用

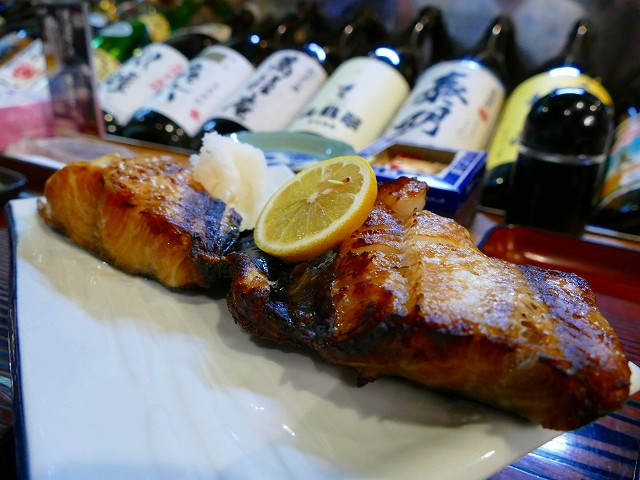
銀ダラ焼き

おもな漁法は、底引き網と延縄による。漁期は周年。
北太平洋での漁業は、19世紀後半に北米の漁民によって始められた。日本では北洋底引き網漁として1933年から本格的な船団による操業が始まった。戦争による中断を挟み、1954年に再開され、1962年には29,800トンの漁獲があった。また、当時は大陸棚斜面で底引き網漁を行う技術は未熟で延縄漁が中心であった。1972年には史上最高の56,000トンを漁獲したが、1973年から漁獲量規制が導入されて漁獲量は減少し、1977年の200海里の漁業規制実施以降も減少していった。

### 日本における流通と調理法
大きな魚だけに個体のまま出回ることはほとんどなく、鮮魚として小売時には切り身となっている。肉は白身で脂肪分が多い。煮付け、塩焼き、粕漬け、味噌漬けなど様々な料理として食べられる。